# PRIDE Bushido 10
PRIDE Bushido 10 fue un evento de artes marciales mixtas producido por PRIDE Fighting Championships, celebrado el 2 de abril de 2006 en el Ariake Coliseum de Tokio.